# Pon Pon Pon

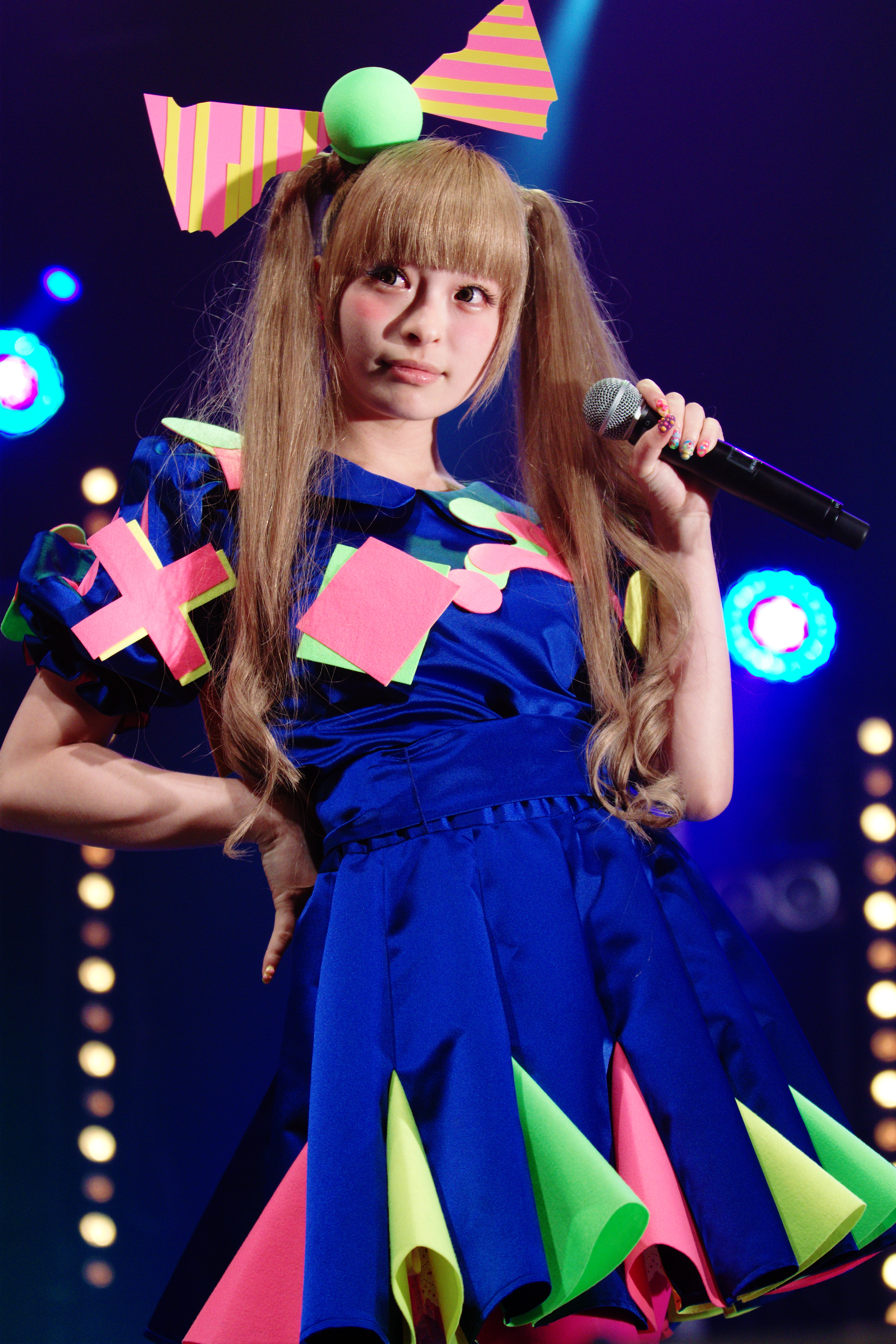
Zpěvačka Kjarí Pamju Pamju v roce 2012

PonPonPon (stylizovaně PON PON PON) je skladba J-popové zpěvačky Kjarí Pamju Pamju (japonsky: きゃりーぱみゅぱみゅ (umělecké jméno). Byla vydána jako hlavní singl její EP Moši Moši Haradžuku a později zahrnuta na její debutovém albu Pamju Pamju Revolution. Skladbu napsal a produkoval Jasutaka Nakata (中田ヤスタカ) ze skupiny Capsule. Videoklip, vzdávající hold kulturám kawaisa (可愛さ) a decora, byl zveřejněn na YouTube 16. července 2011 a stal se virálním hitem. 27. července 2012 byla znovu vydána jako limitované vydání LP s rozšířenou verzí PON PON PON na straně A a rozšířenou verzí Cherry Bon Bon na straně B, exkluzivně pro diskžokeje. Znovu byla vydána 3. ledna 2013. V srpnu 2015 měl klip více než 83 milionů zhlédnutí na YouTube. Skladba byla zahrnuta v single G-Eazy-ho Lost in Translation, použita v remixu hitu Waka Flock Flame No Hands a také v episodě Married to the Blob amerického seriálu Simpsonovi.

## Videoklip

### Produkce
Videoklip skladby Pon Pon Pon natočil Džun Tamukai(田向 潤). Téma videoklipu byla kawaii, což v japonštině znamená roztomilý. Tamukai považoval Kjaru za osobu co „ohýbá definici“ kawaii tím, že ji míchá s výstředností. Výtvarník Sebastian Masuda ze značky 6% DOKIDOKI vytvořil v klipu svět „pokoje dívky, ve kterém nejde uklízet“ a přidal „příchuť šedesátých a sedmdesátých let“.

### Shrnutí
Videoklip obsahuje smíšenou 2D a 3D animaci. Znázorňuje dva světy: první byl vytvořen Sebastianem Masudou a vypadá jako dívčí pokoj; druhý je Kjariin mentální svět, kde je její tvář růžová. Video začíná scénou, kdy mikrofon vychází z Kjariina ucha. Stojan na mikrofon je imitací Freddieho Mercuryho.
Kombinace televizoru a videorekordéru do kterého je vložena kazeta je odkazem na fakt, že analogové vysílání v Japonsku bylo ukončeno 20. července, stejný den jako byla skladba vydána na iTunes Store.
Kyara nošením vousů paroduje „hige dance“ ze zábavního programu 8 Dži Daju! Ženina Šugo ze 70. let, jakož i taneční pohyb „kamehameha“ z japonské mangy Dragon Ball.

## Spolupráce na obálce
Uvedené na poznámkách k nahrávce:
- Steve Nakamura – výtvarník, designér
- Šindži Koniši – vlasy, make-up
- Eri Sojama – stylista

### Přijetí
Katy Perry, která má podobný umělecký styl jako Kjari, se o videu zmínila na Twitteru a Kjari pozitivně zareagovala na její tweet. Videoklip byl parodován v zábavných pořadech SMAP × SMAP a Pikart no Teiri. Bigger Than the Buzz na MTV označil videoklip za „jeden z nejšílenějších videoklipů vůbec“.

## Umístění v žebříčcích
| Roky      | Žebříčky (2011–13)                         | Nejvyšší pozice |
| --------- | ------------------------------------------ | --------------- |
| 2011      | Japan Hot 100 (Billboard)                  | 9               |
| 2011      | Japan Billboard Top Airplay                | 6               |
| 2011      | Japan Billboard Adult Contemporary Airplay | 68              |
| 2012–2013 | World Hot Digital Songs (Billboard)        | 15              |